# Last Christmas (Cascada-dal)
A Last Christmas a Cascada együttes első megjelent dala Perfect Day című albumáról. A dal a Last Christmas című Wham!-sláger feldolgozása.

## Megjelenése
Először az iTunes-on jelent meg, majd hat nappal később CD-n is Amerikában. Európában a What Hurts the Most kislemez bónuszdala.

### Dallista
Letöltés
- Last Christmas